# 남지고등학교
남지고등학교(南旨高等學校)는 대한민국 경상남도 창녕군 남지읍 남지리에 있는 사립 고등학교이다.

## 학교 연혁
- 1952년 5월 9일 : 남지일민고등학교 인가
- 1952년 5월 9일 : 초대 법인 이사장 권인수 취임
- 1952년 5월 26일 : 남지일민고등학교 개교
- 1952년 5월 26일 : 제1대 교장 양동일 취임
- 1954년 3월 3일 : 제1회 졸업식(23명)
- 1954년 4월 7일 : 남지면 마산리 894 신축공사 착공
- 1960년 6월 1일 : 재단법인 남지학원 인가(남지학원, 일민학술원 병합)
- 1963년 2월 20일 : 남지고등학교 교명 변경
- 1964년 4월 25일 : 학교법인 남지학원으로 조직 변경
- 1966년 6월 6일 : 남지읍 마산리 894 교사 이전
- 1970년 2월 23일 : 남지읍 남지리 659-4 교사 이전
- 1974년 5월 10일 : 남지읍 남지리 829-10 교사 이전
- 1974년 5월 25일 : 신축 교사 준공식 거행
- 1984년 2월 11일 : 동편 강당(다목적실) 준공
- 1999년 9월 19일 : 제6대 법인 이사장 신경헌 취임
- 2002년 5월 30일 : 서편 별관 준공
- 2006년 2월 15일 : 기숙사 및 급식소 준공
- 2016년 10월 1일 : 명상의 숲 조성
- 2021년 3월 11일 : 하운관(체육관) 준공
- 2023년 1월 4일 : 제70회 졸업식(졸업생 총 11,198명 배출)
- 2023년 3월 1일 : 제15대 교장 신종진 취임

## 참고 자료
- 남지고등학교 - 한국교육학술정보원 학교알리미